# بيندكت فيلاكازي
بيندكت فيلاكازي (بالإنجليزية: Benedict Vilakazi)‏ هو لاعب كرة قدم جنوب أفريقي في مركز الوسط، ولد في 9 أغسطس 1982 في سويتو في جنوب أفريقيا. شارك مع منتخب جنوب أفريقيا لكرة القدم. أما مع النوادي، فقد لعب مع أورلاندو بيراتس وماميلودي صن داونز ونادي أوبه ونادي بلاك ليوباردز ونادي مبومالانجا بلاك أسأت.

## وصلات خارجية
- بيندكت فيلاكازي على موقع قاعدة بيانات كرة القدم.إي يو (الإنجليزية)
- بيندكت فيلاكازي على موقع ناشيونال فوتبول تيمز (الإنجليزية)